# 博瓦尔
博瓦尔（法語發音：[boval]）是法国上法蘭西大區索姆省的一个市镇，属于亚眠区。

## 地理
博瓦尔（50°6'22"N, 2°19'46"E）面积22.56 平方千米，位于法国上法蘭西大區索姆省，该省份为法国北部沿海省份，北起加来海峡省和北部省，西接滨海塞纳省和大西洋英吉利海峡，南至瓦兹省，东临埃纳省。
与博瓦尔接壤的市镇（或旧市镇、城区）包括：热赞库尔、博凯讷、康达、杜朗、泰拉梅尼勒、拉维科涅。
博瓦尔的时区为UTC+01:00、UTC+02:00（夏令时）。

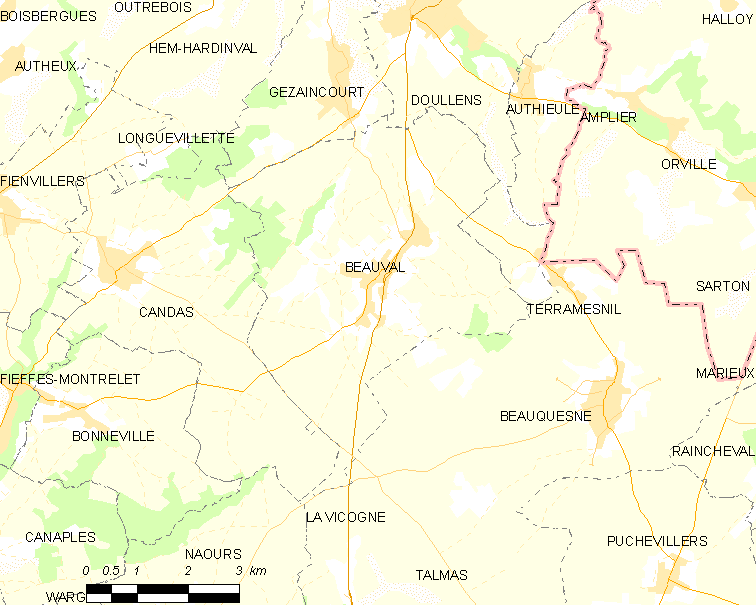
博瓦尔的OSM定位图

## 行政
博瓦尔的邮政编码为80630，INSEE市镇编码为80071。

## 政治
博瓦尔所属的省级选区为杜朗县。

## 人口

1962-2008年间博瓦尔人口变化图示

博瓦尔于2022年1月1日时的人口数量为1953人。